# Lista skrótów i skrótowców używanych w lotnictwie
A B C Ć D E F G H I J K L Ł M N O P Q R S Ś T U V W X Y Z Ź Ż

## A
- AAL – wysokość nad lotniskiem (Above Aerodrome Level)
- A/C – statek powietrzny (Aircraft)
- ACARS – system komunikacji ze statkami powietrznymi w oparciu o wiadomości i potwierdzenia odbioru (Aircraft Communication Addressing and Reporting System)
- ACAS – pokładowy system unikania kolizji (Airborne Collision Avoidance System)
- ACC – kontrola obszaru (Area Control Centre)
- A/D – lądowisko (Aerodrome)
- ADI – sztuczny horyzont (Attitude Indicator)
- ADC – centrala aerometryczna (Air Data Computer)
- ADIRU – Air Data Inertial Reference Unit
- AFIL – plan lotu złożony z powietrza (Flight Plan Filled in the Air)
- AFIS – lotniskowa służba informacji powietrznej (Aerodrome Flight Information Service)
- AGL – wysokość nad poziomem gruntu (Above Ground Level)
- AIP – zbiór informacji lotniczych, zawierających dane o lotniskach, drogach lotniczych i obowiązujących procedurach (Aeronautical Information Publication)
- AIS – Dział Informacji Lotniczej (Aeronautical Information Service)
- AMC – komórka zarządzania przestrzenią powietrzną (Airspace Management Cell)
- AMSL – wysokość bezwzględna nad poziomem morza (Above Mean Sea Level)
- APP – kontrola zbliżania (Approach Control)
- APU – pomocnicza jednostka mocy (Auxiliary Power Unit)
- ARL – Agencja Ruchu Lotniczego
- ARP – Punkt odniesienia lotniska (Aerodrome Reference Point)
- ASIR – prędkość wskazywana przez prędkościomierz bez żadnych poprawek (Airspeed Instrument Reading)
- ASM – zarządzanie przestrzenią powietrzną (Airspace Management)
- ATA – rzeczywisty czas przybycia (Actual time of arrival)
- ATC – kontrola ruchu lotniczego (Air Traffic Control)
- ATIS – automatyczny komunikat informacyjny, nadawany na lotnisku (Automatic Terminal Information Service)
- ATFM – zarządzanie przepływem ruchu lotniczego (Air Traffic Flow Management)
- ATM – system zarządzania ruchem lotniczym (Air Traffic Management)
- ATR – automat przywracania ciągu (Automatic Thrust Restoration)
- ATS – służby ruchu lotniczego (Air Traffic Services)
- ATZ – strefa ruchu lotniskowego (Aerodrome Traffic Zone)
- AUP – plan użytkowania przestrzeni powietrznej (Airspace Use Plan)

## C
- CAS – skalibrowana prędkość powietrzna (Calibrated Air Speed)
- CAS – system poprawy sterowności (Control Augmentation System)
- CATO – określenie startu samolotu ze wspomaganiem katapultą (Catapult Assisted Take Off)
- CATOBAR – określenie samolotu w pełni przystosowanego do startu i lądowania na lotniskowcach (Catapult Assisted Take Off But Arrested Recovery)
- CBA – rejon lotów po obu stronach granicy państwa (Cross-Border Area)
- CFIT – kontrolowany lot ku ziemi (Controlled Flight Into Terrain)
- CHT – temperatura głowic cylindrów (Cylinder Head Temperature)
- CPA – obliczony przez TCAS moment, w którym dwa samoloty znajdą się najbliżej siebie (Closest Point of Approach)
- CSAS – Control and Stability Augmentation Systems
- CTA – obszar kontrolowany (Control Area)
- CTOL – określenie samolotu o konwencjonalnym sposobie startu i lądowania (Conventional Take-off and Landing)
- CTR – strefa kontrolowana lotniska (Controlled Zone)
- CAVOK – informacja przekazywana w depszy METAR – (Clouds and visibility OK)
- CVR – rejestrator rozmów w kokpicie (Cockpit Voice Recorder)

## D
- DME – radiowa pomoc nawigacyjna (Distance Measuring Equipment)
- DOL – Drogowy Odcinek Lotniskowy

## E
- EAS – skalibrowana prędkość powietrzna po uwzględnieniu poprawki na ściśliwość powietrza (Equivalent Air Speed)
- ECAM – scentralizowany, elektroniczny system monitorujący samolot (Electronic Centralised Aircraft Monitor)
- EFIS – Electronic Flight Instrument System
- EGT – temperatura spalin (Exhaust Gas Temperature)
- EICAS – Engine Indicating and Crew Alerting System
- EOBT – Czas odblokowania planu lotu (Estimated Off Block Time)
- EPR – stosunek ciśnień silnika odrzutowego (Engine Pressure Ratio)

## F
- F&F – pociski rakietowe typu „odpal i zapomnij” (Fire & Forget)
- FAA – Federalny Zarząd Lotnictwa w USA (Federal Aviation Administration)
- FADEC – całkowicie autonomiczny cyfrowy system sterowania silnika (Full Authority Digital Engine/Electronics Control)
- FBW – dosł. „latanie poprzez kable” (Fly-By-Wire)
- FDR – rejestrator danych lotu (Flight Data Recorder)
- FIR – rejon informacji lotniczej (Flight Information Region)
- FIS – Służba Informacji Powietrznej (Flight Information Service)
- FL – poziom lotu (Flight Level)
- FMS – system zarządzania lotem (Flight Management System)
- FUA – elastyczne zarządzanie przestrzenią powietrzną (Flexible Use of Airspace)

## G
- GA – lotnictwo ogólne (General Aviation)
- GND – kontroler ruchu naziemnego (Ground Controller)
- GPS – najpopularniejszy system nawigacji satelitarnej (Global Positioning System)
- GPWS – system ostrzegania o bliskości ziemi (Ground Proximity Warning System)
- GS – prędkość względem powierzchni ziemi (Ground Speed)

## H
- HSI – wskaźnik sytuacji poziomej (Horizontal Situation Indicator)
- HOTAS – „ręce na przepustnicy i drążku sterowym” („Hands On Throttle And Stick”)
- HUD – wyświetlacz przezierny prezentujący informacje na specjalnej szybie bez zasłaniania widoku (Head-Up Display)

## I
- IAS – prędkość wskazywana przez prędkościomierz z poprawką na błąd laboratoryjny przyrządu (Indicated Air Speed)
- IATA – Międzynarodowe Zrzeszenie Przewoźników Powietrznych (International Air Transport Association)
- ICAO – Organizacja Międzynarodowego Lotnictwa Cywilnego (International Civil Aviation Organization)
- IEPR – zintegrowany stosunek ciśnień silnika odrzutowego (Integrated Engine Pressure Ratio)
- IFATCA – Międzynarodowa Federacja Stowarzyszeń Kontrolerów Ruchu Lotniczego (International Federation of Air Traffic Controllers)
- IFF – wojskowy system identyfikacji swój-obcy (Identification, Friend or Foe)
- IFR – lot wykonywany zgodnie z przepisami dla lotów według wskazań przyrządów (Instrumental Flight Rules)
- ILS – radiowy system nawigacyjny wspomagający lądowanie samolotu (Instrument Landing System)
- INS – system nawigacji bezwładnościowej (Inertial Navigation System)
- IMC – warunki w których nie jest możliwe wykonywanie lotów VRF

## J
- JAR – europejskie przepisy lotnicze organizacji Joint Aviation Authorities (Joint Aviation Requirements)

## L
- LOC – lokalizator, element ILS (LOCalizer)
- LLZ – stary skrót zastąpiony obecnie skrótem LOC, lokalizator będący elementem ILS (LocaLiZer)
- LLRA – radiowysokościomierz „krótkiego zasięgu” (Low Range Radio Altimeter)
- LRI – wskaźnik rezerwy siły nośnej (Lift Reserve Indicator)

## M
- MDA – minimalna wysokość bezwzględna zniżania (Minimum Descent Altitude)
- MDH – minimalna wysokość względna zniżania (Minimum Descent Height)
- METAR – format kodowanego raportu o pogodzie, stosowanego w meteorologii lotniczej (Meteorological Aerodrome Report)
- MLS – radiowy system nawigacyjny, wspomagający lądowanie, opierający się na mikrofalach (Microwave Landing System)
- MTOM – alternatywne określenie maksymalnej masy startowej (Maximum Take-Off Mass)
- MTOW – maksymalna masa startowa (Maximum Take-Off Weight)
- MON (Minimum Operational Network)
- MRT - stała trasa lotnictwa wojskowego (Military Route)

## N
- NFZ – strefa zakazu lotów (No-Flight Zone)
- NOF – komórka organizacyjna wyznaczona przez dane państwo do prowadzenia międzynarodowej wymiany depesz NOTAM (International NOTAM Office)
- NOTAM – zwięzła depesza informacyjna wydawana na żądanie przez Kierownictwo lotów, skierowana personelu lotniczego (Notice To AirMan)
- NOTAR – system używany w śmigłowcach bez wirnika ogonowego (NO TAil Rotor)

## P
- PANSA – Polska Agencja Żeglugi Powietrznej (ang. Polish Air Navigation Services Agency)
- PAŻP – Polska Agencja Żeglugi Powietrznej
- PCU – układ sterowania mocą (Power Control Unit)
- POWL – potencjał siły nośnej skrzydeł (Potential Of Wing Lift)
- PSR – radar pierwotny (Primary Surveilance Radar)

## Q
- QAR – rejestrator szybkiego dostępu (Quick Access Recorder)
- QDM – jeden z tzw. kodów Q, oznaczający kurs magnetyczny do punktu
- QDR – jeden z tzw. kodów Q, oznaczający kierunek magnetyczny od punktu
- QFE – jeden z tzw. kodów Q, oznaczający ciśnienie nad lotniskiem, używany do ustawiania wysokościomierza (Field Elevation)
- QFF – jeden z tzw. kodów Q, oznaczający ciśnienie atmosferyczne na poziomie morza
- QFU – jeden z tzw. kodów Q, oznaczający kierunek magnetyczny używanej drogi startowej
- QGH – jeden z tzw. kodów Q, oznaczający procedure podejścia do lądowania według radionamiernika wysokiej częstotliwości VDF
- QNE – jeden z tzw. kodów Q, oznaczający ciśnienie standardowe 1013,25 hPa (760 mmHg)
- QNH – jeden z tzw. kodów Q, oznaczający ciśnienie lokalne, sprowadzone do poziomu morza
- QTE – jeden z tzw. kodów Q, oznaczający kierunek rzeczywisty od punktu
- QUJ – jeden z tzw. kodów Q, oznaczający kierunek rzeczywisty do punktu

## R
- RA – radiowysokościomierz (Radar Altimeter/Radio Altimeter)
- RA – tzw. „propozycja rozwiązania” systemu TCAS (Resolution Advisory)
- RAT – awaryjna turbina powietrzna (Ram Air Turbine)
- RCDI – alternatywne określenie wariometru (Rate of Climb and Descent Indicator)
- RDF – (Radio Direction Finding)
- RVR – widoczność drogi startowej (Runway Visual Range)
- RMZ – (Radio Mandatory Zone) strefa obowiązkowej dwukierunkowej łączności radiowej

## S
- SAS – system poprawy stabilności (Stability Augmentation System)
- SIGI – Space Integrated GPS/INS
- SLAR – pokładowy radar obserwacji bocznej (Side Looking Airborne Radar)
- SSR – wtórny radar dozorowania (Secondary Surveillance Radar)
- STAR – opublikowana procedura dolotowa do lotniska (Standard Terminal Arrival Route)
- STCA – system krótkoterminowego ostrzegania przed kolizją, montowany na lotniskach (Short Term Conflict Alert)
- STOBAR – określenie samolotu przystosowanego do startu i lądowania na lotniskowcach, jest to kombinacja STOVL i CTOL (Short Take Off But Arrested Recovery)
- STOL – określenie samolotu zdolnego do krótkiego startu i lądowania (Short Take-off and Landing)
- STOVL – określenie samolotu zdolnego do krótkiego startu i pionowego lądowania (Short Take-off and Vertical Landing)

## T
- TA – tzw. „propozycja ruchowa” systemu TCAS (Traffic Advisory)
- TAF – depesza zawierająca prognozę pogody dla danego lotniska (Terminal Aerodrome Forecast)
- TAS – prędkość rzeczywista lotu względem opływających statek powietrzny strug powietrza (True Air Speed)
- TAWS – system ostrzegania o zbliżającej się powierzchni gruntu (Terrain Awareness and Warning System)
- TCAS – pokładowy system zapobiegający zderzeniom statków powietrznych (Traffic Alert and Collision Avoidance System)
- TFR – radar omijania przeszkód terenowych (Terrain Following Radar)
- TFR – trasa lotnicza umożliwiająca przeloty pomiędzy TSA i/lub TRA
- TMA – Rejony kontrolowane lotnisk cywilnych (Terminal Manoeuvring Area)
- TP – transponder (alternatywny skrót)
- TPDR – transponder
- TRA – strefa czasowo rezerwowana (Temporarily Reserved Area)
- TSA – strefa czasowo wydzielona (Temporarily Separated Area)
- TWR – kontrola lotniska (Tower)

## V
- VDF – radionamiernik wysokiej częstotliwości (Very high frequency Direction-Finding station)
- VFR – zasady lotu z widocznością (Visual Flight Rules)
- VHF – bardzo wielka częstotliwość (30 – 300MHz) (Very High Frequency)
- VLF – bardzo mała częstotliwość (3-30KHz) (Very Low Frequency)
- VMC – minima pogodowe, które muszą być spełnione do wykonywania lotów VFR (Visual Meteorological Conditions)
- VOR – rodzaj radiolatarni stosowanej w nawigacji (VHF Omni-directional Range)
- VSI – wariometr (Vertical Speed Indicator)
- V/STOL – określenie samolotu zdolnego do pionowego startu i lądowania w pionie oraz startu i lądowania na krótkich pasach startowych (Vertical/Short Take Off and Landing)
- VTOHL – określenie samolotu zdolnego do pionowego startu, ale konwencjonalnego lądowania (Vertical Take Off Horizontal Landing)
- VTOL – określenie samolotu zdolnego do pionowego startu i lądowania (Vertical Take-off and Landing)
- VVI – alternatywne określenie wariometru (Vertical Velocity Indicator)

## W
- WAAS – amerykański system satelitarny wspomagający GPS (Wide Area Augmentation System)

## X
- XPDR – transponder (alternatywny skrót)
- XPNDR – transponder (alternatywny skrót)